# Ringers væske
Ringers væske er en isotonisk saltvandsopløsning som blev skabt af en engelske fysiolog  Sydney Ringer (1835–1910). Saltvandsopløsningen har samme koncentration af salte som kroppens blod og kan derfor bruges til infusion ved væskemangel.
Isotonisk saltvandsopløsning indeholder pr liter vand:
- 8,60 g Natriumklorid
- 0,30 g Kaliumklorid og
- 0,33 g Kalciumklorid